# Ilanji
Ilanji é uma panchayat (vila) no distrito de Tirunelveli, no estado indiano de Tamil Nadu.

## Demografia
Segundo o censo de 2001,  Ilanji  tinha uma população de 9423 habitantes. Os indivíduos do sexo masculino constituem 51% da população e os do sexo feminino 49%. Ilanji tem uma taxa de literacia de 66%, superior à média nacional de 59.5%: a literacia no sexo masculino é de 75% e no sexo feminino é de 57%. Em Ilanji, 10% da população está abaixo dos 6 anos de idade.